# Beat Zberg

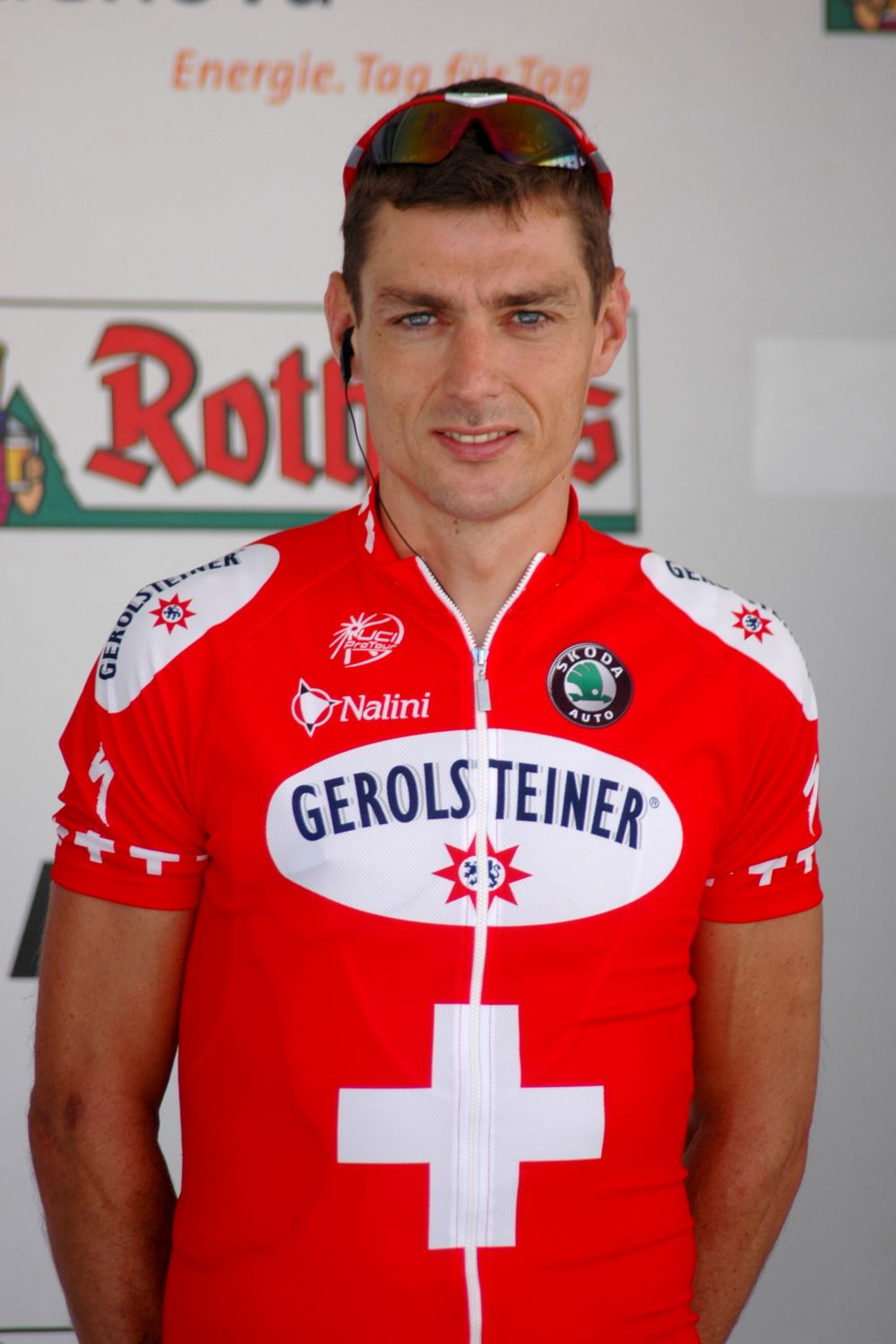
Beat Zberg im Trikot des Schweizer Meisters vor dem Start der zweiten Etappe der Rothaus Regio-Tour International 2007 in Müllheim (Baden)

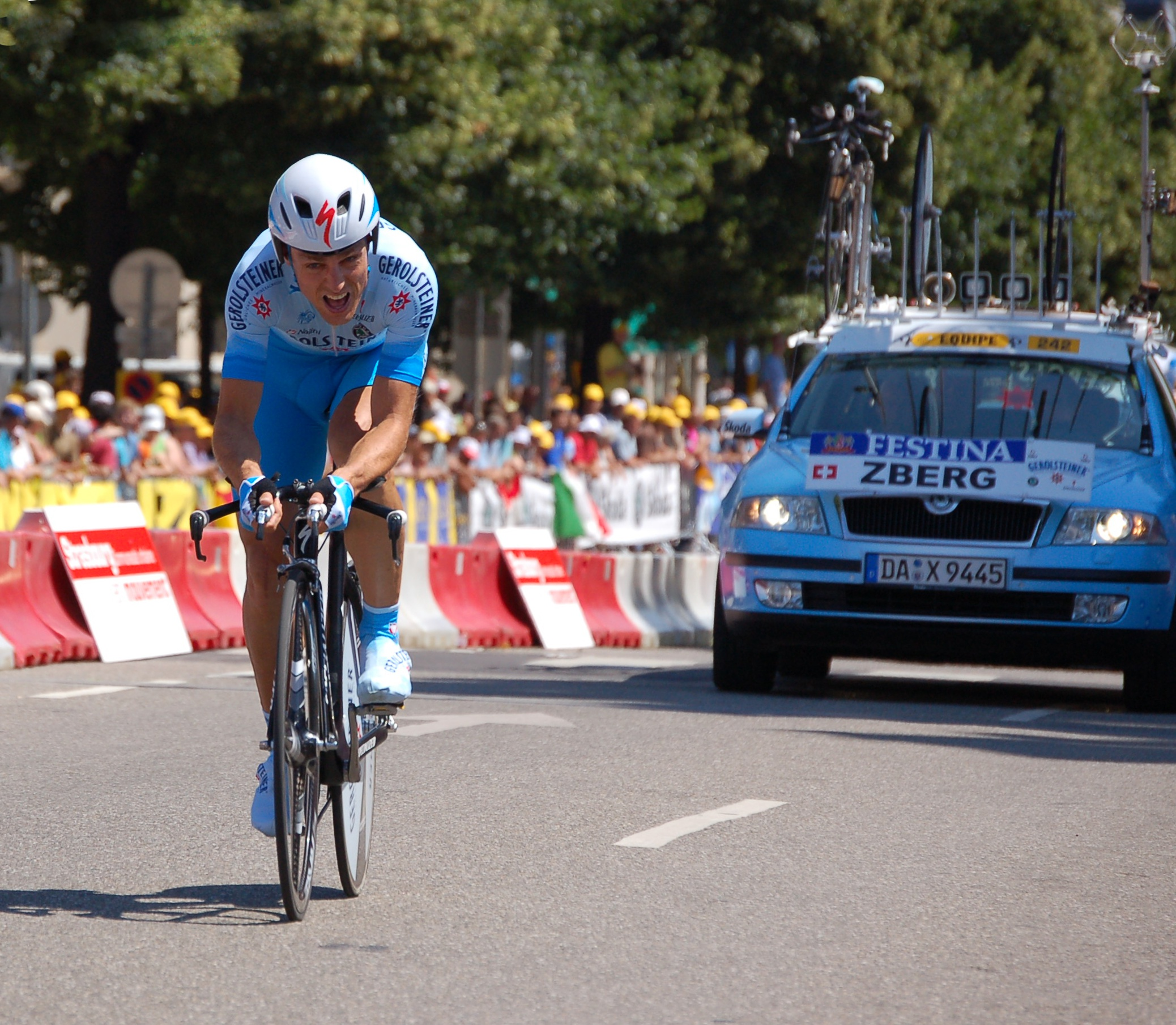
Beat Zberg beim Prolog der Tour de France 2006

Beat Zberg (* 10. Mai 1971 in Altdorf, Schweiz) ist ein ehemaliger Schweizer Radrennfahrer.

## Werdegang
Der 1,79 m grosse und 72 kg schwere Zberg gewann 1991 die Meisterschaft von Zürich für Amateure und wurde 1992 Profi. 1992 siegte er in der Schynberg-Rundfahrt, 1993 die Kaistenberg-Rundfahrt. Er gewann 1996 das Rennen Rund um den Henninger-Turm und konnte Etappensiege bei der Vuelta a España (2001), der Baskenland-Rundfahrt (2002, 2004) und bei der Katalanischen Woche (2003) feiern. Bei der Tour de France startete er acht Mal. Bei der Tour de Suisse belegte er 2005 den siebten Rang im Gesamtklassement. Im Jahre 2007 wurde Zberg erstmals Schweizer Meister mit über zwei Minuten Vorsprung vor den Verfolgern. Im August 2007 gewann Zberg dann noch die erste Etappe der Tour de l’Ain und verteidigte die Führung bis zum vorletzten Tag.
Beat Zberg ist der Bruder der ebenfalls erfolgreichen Radsportler Luzia Zberg und Markus Zberg.
Ab August 2007 war Zberg als Streckenkoordinator und ab August 2010 bis Juli 2012 als Sportlicher Direktor der Tour de Suisse tätig.

## Erfolge
1992
- Gesamtwertung Etoile de Bessèges
- Giro di Romagna

1995
- Gesamtwertung Asturien-Rundfahrt

1996
- Rund um den Henninger-Turm

1997
- Subida Urkiola

1998
- Gesamtwertung Österreich-Rundfahrt

2001
- eine Etappe Vuelta a España
- GP Winterthur

2006
- Grosser Preis des Kantons Aargau

2007
- Schweizer Meister – Strassenrennen
- eine Etappe Tour de l’Ain

## Teams
- 1992: Helvetia-Commodore
- 1993–1996: Carrera Jeans
- 1997: Mercatone Uno
- 1998–2003: Rabobank
- 2004–2007: Team Gerolsteiner